# Arnold (hæderspris)
 For alternative betydninger, se Arnold (flertydig). (Se også artikler, som begynder med Arnold)
Arnold-priserne uddeles en gang årligt til de danske reklamefilm, som efter en række kriterier vurderes at være bedst. Priserne blev uddelt af Dansk Reklame Film.
Priserne er uddelt hvert år siden 1986 med én pris og et antal diplomer indenfor hver kategori:
- 1986-1989: Publikumspris og jury-pris samt 8 diplomer
- 1990: Publikumspris, produktionspris og idépris samt 7 diplomer
- 1991-1993: Publikumspris, produktionspris og idépris samt 6 diplomer
- 1994: Publikumspris, produktionspris, idépris og specialpris samt 5 diplomer
- 1995: Publikumspris, produktionspris, idépris, specialpris og Golden Arnold samt 6 diplomer
- 1996: Publikumspris, produktionspris, idépris og specialpris samt 8 diplomer
- 1997: Publikumspris, produktionspris, idépris og specialpris samt 9 diplomer
- 1998: Publikumspris, produktionspris, idépris og specialpris samt 8 diplomer
- 1999: Publikumspris, idépris og specialpris samt 8 diplomer – ingen Arnold i produktionspris-kategorien
- 2000: Publikumspris, idépris og specialpris samt 7 diplomer
- 2001-2006: Publikumspris, idépris, vovemodspris og instruktørpris samt 8 diplomer

Prisen er naturligvis opkaldt efter Arnold Schwarzenegger.

## Ekstern henvisning
- Danske Arnold-prisvindere siden 1986 Arkiveret 5. august 2007 hos  Wayback Machine